# Hans-Dietrich Müller-Grote
Hans-Dietrich Müller-Grote (* 21. April 1910 in Neubabelsberg; † 19. Januar 1990 in Königswinter) war ein deutscher Verleger.

## Leben
Müller-Grote besuchte zunächst das Althoff-Realgymnasium in Nowawes. Anschließend studierte er bis 1932 Kunstgeschichte, deutsche Literaturgeschichte und Geschichte in Berlin, Lausanne und Marburg, ohne einen Abschluss zu erwerben. 1932 wurde Müller-Grote Volontär bei einer Buchhandlung in Wien.
Ab Winter 1932 arbeitete Müller-Grote in der G. Grote’sche Verlagsbuchhandlung mit, einem 1849 in Hamm von seinem Urgroßvater Carl Müller-Grote (1833–1904) gegründeten Verlag, der seinen Sitz seit 1877 in Berlin hatte und seit 1905 von seinem Vater Gustav Müller-Grote (1867–1949) geführt wurde. 1935 wurde er Teilhaber des Verlages.
Oktober 1933 trat Müller-Grote der Reiter-SS bei (SS-Nummer 203.093). Er wurde am 30. Juni 1934 Zeuge zahlreicher Erschießungen auf dem Gelände der SS-Kadettenanstalt Lichterfelde während des Röhm-Putsches.
Nach dem Tod seines Vaters im Jahr 1949 führte Hans-Dietrich Müller Grote den Verlag als OHG in Hamm weiter. 1957 erfolgte eine Umgründung als Kommanditgesellschaft mit neuem Verlagssitz im badischen Rastatt. In der Dokumentation deutschsprachiger Verlage aus den 1960er Jahren wurden außerdem Eleonore Müller-Grote und Erich Pabel als Mitinhaber des Verlages genannt.
Als Hauptautoren des Verlages wurden in den 1960er Jahren Gert Buchheit, Karl Eska, Edith Eucken-Erdsiek, Fritz Tobias, Herbert Wendt, Roland Betsch, Peter Dörfler, Heinrich Federer, Gustav Frenssen, Ruth Schaumann, Julius Stinde und Ernst von Wildenbruch bezeichnet.
In den 1950er Jahren war Müller-Grote ehrenamtlich im Landesverband Nordrhein-Westfalen, im Verleger-Ausschuss und der Abgeordnetenversammlung des Börsenvereins des Deutschen Buchhandels tätig.
Müller-Grote war verheiratet und hatte drei Söhne und eine Tochter.

Villa Grote, (auch Truman-Villa genannt) in der Potsdamer Karl-Marx-Straße 1

## Schriften
- Erinnerungen an den 30. Juni 1934, Niederschrift vom 19. März 1968, unveröffentlicht, erhalten u. a. im Bundesarchiv Koblenz.